# سگی به نام پالما
سگی به نام پالما (روسی: Пальма) یک فیلم کودکان درام (فیلم و تلویزیون) روسی محصول ۲۰۲۱ به کارگردانی الکساندر دوموگاروف جونیور، بر اساس وقایع واقعی که در سال‌های ۱۹۷۴–۱۹۷۶ در فرودگاه بین‌المللی ونوکووا مسکو رخ داده‌است.

## طرح
در سال ۱۹۷۷ اتحاد جماهیر شوروی صاحب یک ژرمن شپرد به نام پالما به خارج از کشور پرواز می‌کند. اما پالما در فرودگاه پنهان می‌شود و منتظر صاحبش می‌ماند. او با پسری به نام کولیا لازارف آشنا می‌شود که مادرش را از دست داده‌است و بهترین دوست برای یکدیگر می‌شوند.